# Ladislav Toman
Ladislav Toman (13. července 1934 Praha – 10. července 2018) byl český volejbalový hráč, reprezentant Československa. Člen stříbrného týmu na olympijských hrách v Tokiu roku 1964, dvojnásobný vicemistr světa a mistr Evropy.